# Dea Loher
Dea Loher, née le 20 avril 1964 à Traunstein en Haute-Bavière, est une dramaturge allemande.

## Biographie
Dea Loher est née en 1964 à Traunstein d’un père forestier et d’une mère employée de justice. « Dea » qui n’était à l’origine que son nom de scène, est devenu par décision de justice son véritable prénom à la place de « Andrea Beate ».
En 1988, après la fin de ses études de langue et littérature allemandes et de philosophie à l’université Louis-et-Maximilien de Munich, elle séjourne un an au Brésil. Elle s'installe à Berlin en 1990, s’inscrit au cours d’écriture dramatique de Heiner Müller, Tankred Dorst et Yaak Karsunke à l’École des beaux-arts de Berlin, et travaille pour la radio. Elle vit et travaille maintenant comme auteure indépendante à Berlin.
Avec sa pièce Innocence, montée à la Comédie-Française dans une mise en scène de Denis Marleau en mars 2015, Dea Loher devient la première auteure allemande à entrer de son vivant au répertoire du Français.

## Œuvres

### Pièces de théâtre
- Olgas Raum (L’espace d’Olga), créée au Ernst Deutsch Theater, Hambourg, mise en scène de Ives Janssen, août 1992
- Tätowierung (Tatouage), créée au Ensemble Theater am Südstern, Berlin, mise en scène de Thomas Hollaender, octobre 1992
- Leviathan, créée au théâtre national de Basse-Saxe, Hanovre, mise en scène de Antje Lenkeit, octobre 1993
- Fremdes Haus (Maison étrangère), créée au théâtre national de Basse-Saxe, Hanovre, mise en scène de Andreas Kriegenburg, septembre 1995
- Blaubart - Hoffnung der Frauen (Barbe-bleue, espoir des femmes), créée au Bayerisches Staatsschauspiel, Munich, mise en scène de Andreas Kriegenburg, novembre 1997 ; Théâtre du Point du Jour, Lyon, mise en scène de Michel Raskine, 2001
- Adam Geist, créée au théâtre national de Basse-Saxe, Hanovre, mise en scène de Andreas Kriegenburg, février 1998
- Manhattan Medea, créée lors du festival Steirischer Herbst, Graz, mise en scène de Ernst M. Binder, octobre 1999
- Berliner Geschichte (Histoire berlinoise), créée au théâtre national de Basse-Saxe, Hanovre, mise en scène de Andreas Kriegenburg, mars 2000
- Klaras Verhältnisse (Les relations de Claire), créée au Burgtheater, Vienne, mars 2000 ; Théâtre du Point du Jour, Lyon, mise en scène de Michel Raskine, octobre 2003
- Die Schere (Les ciseaux), créée au Burgtheater, Vienne, mise en scène de Andreas Kriegenburg, mars 2000
- Anna und Martha, créée sous le nom de Der dritte Sektor (Le troisième secteur) au Thalia Theater, Hambourg, mise en scène de Dimiter Gotscheff, mai 2001
- Magazin des Glücks (Le magasin de la chance), créée au Thalia Theater, Hambourg, mise en scène de Andreas Kriegenburg, octobre 2001
  - Recueil composé de : Licht (Lumière), Hände (Mains), Deponie (Décharge), Hund (Chien), Sanka (Ambulance), Samurai et Futuresong.
- Unschuld (Innocence), créée au Thalia Theater, Hambourg, mise en scène de Andreas Kriegenburg, octobre 2003
- Das Leben auf der Praça Roosevelt (La vie sur la Place Roosvelt), créée au Thalia-Studiobühne in der Gaußstraße, Hambourg, mise en scène de Andreas Kriegenburg, juin 2004, suivi en automne d'une tournée dans les festivals de Sao Paulo, Porto Alegre et Rio de Janeiro
- Quixote in der Stadt (Don Quichotte en ville), créée au Thalia Theater, Hambourg, mise en scène de Andreas Kriegenburg, octobre 2005
- Land ohne Worte (Pays sans mots), créée au Münchner Kammerspiele, mise en scène de Andreas Kriegenburg, septembre 2007
- Das letzte Feuer (Le dernier feu), créée au Thalia Theater, Hambourg, mise en scène de Andreas Kriegenburg, janvier 2008
- Diebe (Voleurs), créée au Deutsches Theater, Berlin, mise en scène de Andreas Kriegenburg, janvier 2010

Ses pièces sont éditées par Verlag der Autoren, Francfort-sur-le-Main.
En France, les pièces suivantes ont été publiées par L'Arche, Paris :
- Barbe-bleue, espoir des femmes, 2001
- Manhattan Medea , 2001
- Les relations de Claire , 2003
- Innocence, 2005

### Pièces radiophoniques
- Tätowierung, SFB, octobre 1994
- Blaubart - Hoffnung der Frauen, SFB, février 2000
- War Zone, BBC, novembre 2002
- Samurai, Licht, Die Schere, DRS, janvier 2005

### Livret
- Licht (Lumière), musique de Wolfgang Böhmer, Neuköllner Oper, Berlin, 19 août 2004
- Weine nicht, singe, (ne pleure pas, chante), musique de Michael Wertmüller, première représentation le 20 septembre 2015 à L'opéra National (Staatsoper) de Hambourg, Mise en scène: Jette Steckel, direction musicale: Titus Engel.
- Diadotti. Unendlcih (Diadoti. à l'infini), musique de Michael Wertmüller, première représentation le 21 février 2019 au Théâtre National (Staatstheater) de Bâle, Mise en scène Lydia Steier, direction musicale: Titus Engel.

### Prose
- Hundskopf (Tête de chien), Wallstein Verlag, Göttingen 2005

## Prix et distinctions
- 1991 Prix de l'œuvre dramatique de la "Hamburger Volksbühne" pour Olgas Raum
- 1992 Playwrights Award du Royal Court Theatre de Londres
- 1993 Prix de soutien aux œuvres dramatiques du Goethe-Institut pour "Tatouage" dans la mise en scène de Friderike Vielstich au Theater Oberhausen
- 1993 Prix de la fondation des auteurs de Francfort
- 1993 et 1994 Nommée "Meilleur auteur dramatique jeune espoir" en 1993 et 1994 par "Theater heute"
- 1995 Bourse d’encouragement aux jeunes dramaturges du prix commémoratif Schiller du land de Baden-Wurtemberg
- 1997 Prix Jakob Michael Reinhold Lenz de la ville de Iéna pour Adam Geist
- 1997 Prix Gerrit Engelke de la ville de Hanovre
- 1998 Prix de l'œuvre dramatique de Mulheim pour Adam Geist
- 2005 Prix de l'œuvre dramatique Else Lasker-Schüler
- 2006 Prix littéraire Bertolt Brecht de la ville d’Augsbourg
- 2008 Prix de l'œuvre dramatique de Mulheim pour Das letzte Feuer
- 2008 Distinction "Pièce de l’année" pour Das letzte Feuer, élue par le jury de la revue spécialisée Theater Heute
- 2009 Prix littéraire de Berlin de la fondation Preußische Seehandlung, doté de 30 000 euros, remis par le maire-gouverneur de Berlin Klaus Wowereit.
- 2009 Nommée professeure invitée à la chaire Heiner Müller de poétique germanophone de l’institut Peter Szondi de littératures générale et comparée de l’université libre de Berlin (dans le cadre de l'obtention du Pris littéraire de Berlin)
- 2009 Prix Marieluise Fleißer
- 2011 Prix de l’International Theaterinstitut à Berlin, destiné aux auteurs de langue allemande ayant un important rayonnement international
- 2013 Entrée à l'Académie allemande pour la langue et la littérature (deutsche Akademie für Sprache und Dichtung)
- 2014/2015 titre d'écrivaine de la ville (Stadtschreiber) de Bergen-Ehkheim (prix littéraire)
- 2017 Prix Joseph-Breitbach (prix littéraire)
- 2020 Prix Samuel-Bogumil-Linde (prix littéraire germano-polonais)